# Mecocerculus
Mecocerculus là một chi chim trong họ Tyrannidae.

## Các loài
Theo truyền thống, chi này bao gồm 6 loài chim ở Nam Mỹ:
- Mecocerculus leucophrys. Loài điển hình của chi. Phân bố: Từ Venezuela đến bắc Argentina.
- Mecocerculus poecilocercus. Phân bố: Colombia tới Peru.
- Mecocerculus hellmayri. Phân bố: Đông nam Peru tới tây bắc Argentina.
- Mecocerculus calopterus. Phân bố: Ecuador, Peru.
- Mecocerculus minor. Phân bố: Venezuela, Colombia tới bắc Peru.
- Mecocerculus stictopterus. Phân bố: Venezuela tới Bolivia.

Tuy nhiên, có tác giả cho rằng nên chuyển 5 loài (trừ loài điển hình) sang chi Xanthomyias. Danh pháp tương ứng là:
- Xanthomyias poecilocercus
- Xanthomyias hellmayri
- Xanthomyias calopterus
- Xanthomyias minor
- Xanthomyias stictopterus